# HARPS
HARPS (ang. High Accuracy Radial velocity Planet Searcher) – dokładny poszukiwacz planet pozasłonecznych metodą prędkości radialnej, z dokładnością pomiarów do 1 m/s.  Jest to spektrometr zainstalowany na 3,6-metrowym teleskopie w obserwatorium La Silla należącym do ESO. Prędkość radialną mierzy poprzez analizę widma gwiazd.
Kierownikiem zespołu obsługującego spektroskop jest Michel Mayor, współodkrywca pierwszej planety okrążającej gwiazdę podobną do Słońca – 51 Pegasi.

## Odkrycia dokonane przy pomocy HARPS
Począwszy od zainstalowania spektroskopu w 2003 roku do października 2009 udało się odkryć 75 planet. We wrześniu 2011 roku ogłoszono odkrycie za pomocą HARPS 50 nowych planet. Szesnaście z tych planet klasyfikowanych jest jako superziemie. Przykłady:
- HD 330075 b,  10 lutego 2004
- mi Arae d, 25 sierpnia 2004
- Gliese 876 d, 13 czerwca 2005
- HD 69830 b, c i d, 18 maja 2006
- Gliese 581 c i d (odkrycie kwestionowane), 23 kwietnia 2007
- BD -17°63 b, 26 października 2008
- Gliese 667 Cb, 21 listopada 2011
- HD 85512 b, 17 sierpnia 2011
- Gliese 163 c, 6 września 2012
- alfa Centauri Bb, 16 października 2012
- Kapteyn b, 2014